# Mykoła Rudenko
Mykoła Daniłowycz Rudenko (ukr. Микола Данилович Руденко, ur. 19 grudnia 1920 w Jurjiwce, zm. 1 kwietnia 2004 w Kijowie) – ukraiński pisarz, Bohater Ukrainy (2000).

## Życiorys
Urodził się w rodzinie górnika, który zginął w wypadku w kopalni w 1927. Od dzieciństwa musiał pracować na roli. Wcześnie zaczął pisać wiersze, w 1939 wstąpił na Wydział Filologiczny Uniwersytetu Kijowskiego i zapisał się do WKP(b), wkrótce potem został powołany do armii, mimo że nie widział na lewe oko. Po ataku Niemiec na ZSRR brał udział w walkach, 4 października 1941 w walkach pod Leningradem został ciężko ranny i trafił do szpitala na rok; po ranieniu nie mógł chodzić. Odznaczono go Orderem Wojny Ojczyźnianej I klasy i Orderem Czerwonej Gwiazdy. W 1946 został zdemobilizowany, nie wrócił na uniwersytet. W 1947 opublikował zbiór wierszy Z pochodu, po czym został przyjęty do Związku Pisarzy Ukrainy. Pracował jako sekretarz odpowiedzialny wydawnictwa literackiego „Radianśki Piśmiennik”, był redaktorem pisma „Dnipro”, sekretarzem komitetu partyjnego Związku Pisarzy Ukrainy i członkiem Komitetu Miejskiego KPU w Kijowie. Początkowo był przekonanym komunistą i stalinistą, jednak podczas kampanii przeciw „kosmopolityzmowi” w latach 1949–1950 odmówił przyłączenia się do potępiania żydowskich pisarzy, w związku z czym w 1950 został pozbawiony stanowisk. Coraz bardziej dystansował się od ideologii komunistycznej, związał się z ruchem dysydenckim Szistdesiatnyky. Za krytykę marksizmu w 1974 został wykluczony z partii, a w 1975 ze Związku Pisarzy Ukrainy. Za działalność na rzecz praw człowieka 18 kwietnia 1975 został aresztowany. 5 lutego 1977 aresztowany ponownie i kilka miesięcy później skazany na 7 lat obozu pracy i 5 lat zesłania. Po zwolnieniu w 1987 wyemigrował do RFN, później do USA, w 1990 wrócił na Ukrainę. Był jednym z głównych przedstawicieli pokolenia wojennego w literaturze ukraińskiej. Był autorem wierszy (m.in. zbioru Za gratamy z 1980), poematów (np. Chrest, przekł. ang. 1987), dziennika poetyckiego „Ja wilnyj” (1977), powieści (m.in. Ostannia szablja z 1965, Orłowa bałka z 1982) i wspomnień Najbilsze dywożyttia, obejmujących okres od połowy lat 20. do końca lat 70., w których ukazał powikłane koleje życia ukraińskiej inteligencji dorastającej w czasach porewolucyjnych.